# Kimberly Ruddins
Kimberly Grace "Kim" Ruddins, född 3 september 1963 i Inglewood i Kalifornien, är en amerikansk före detta volleybollspelare.
Hon blev olympisk silvermedaljör i volleyboll vid sommarspelen 1984 i Los Angeles.